# 紅磡都市公園
紅磡都市公園（英語：Hung Hom Urban Park）是一個由康樂及文化事務署管理的公園，位於香港九龍紅磡華信街，毗鄰紅磡碼頭，原址為紅磡碼頭巴士總站。巴士總站於2019年搬遷至紅磡紅鶯道後，丟空過一段時間，並因此遭到區議員批評。原初政府有計劃將公園採用公私營發展。政府於2022年提交公園設計予海濱事務委員會，預計2023年第三季分階段建成。公園第一期最終於2024年2月2日啟用。第一期公園面積2200平方米，公園內設有退役消防泵車F418的展示區，長者健身園地、涼亭、草坪及飲水機等設施，以及特別設計的「二份一遊樂場」，該遊樂場為半圓形。